# Ozimek
Ozimek là một thị trấn thuộc huyện Opolski, tỉnh Opolskie ở nam Ba Lan. Thị trấn có diện tích 3 km². Đến ngày 1 tháng 1 năm 2011, dân số của thị trấn là 9682 người và mật độ 2979 người/km².